# Fiona Hall (Künstlerin)
Fiona Hall AO (* 14. November 1953 in Sydney) ist eine australische Fotografin und Objektkünstlerin.

## Leben und Werk
Fiona Margaret Hall wurde als Tochter von Ruby Payne-Scott und William Holman Hall geboren. Sie ist die Schwester von Peter Gavin Hall. Hall studierte von 1972 bis 1975 an der National Art School in Sydney. Sie war Assistentin der englischen Fotografin Fay Godwin. Ihre erste Einzelausstellung fand 1977 in der Creative Camera Gallery in London statt. Fiona Hall arbeitet als Fotografin, Malerin, Objekt- und Installationskünstlerin.
Fiona Hall wird von der Roslyn Oxley9 Gallery in Sydney vertreten. Sie hat in der National Gallery of Australia und der National Gallery of Victoria ausgestellt und war 2012 mit Fall Prey Teilnehmerin der dOCUMENTA (13) und 2015 mit WrongWayTime Teilnehmerin der 56. Biennale di Venezia.
Fiona Hall wurde 2013 als Officer (general division) mit dem Order of Australia (AO) ausgezeichnet.